# Novatores

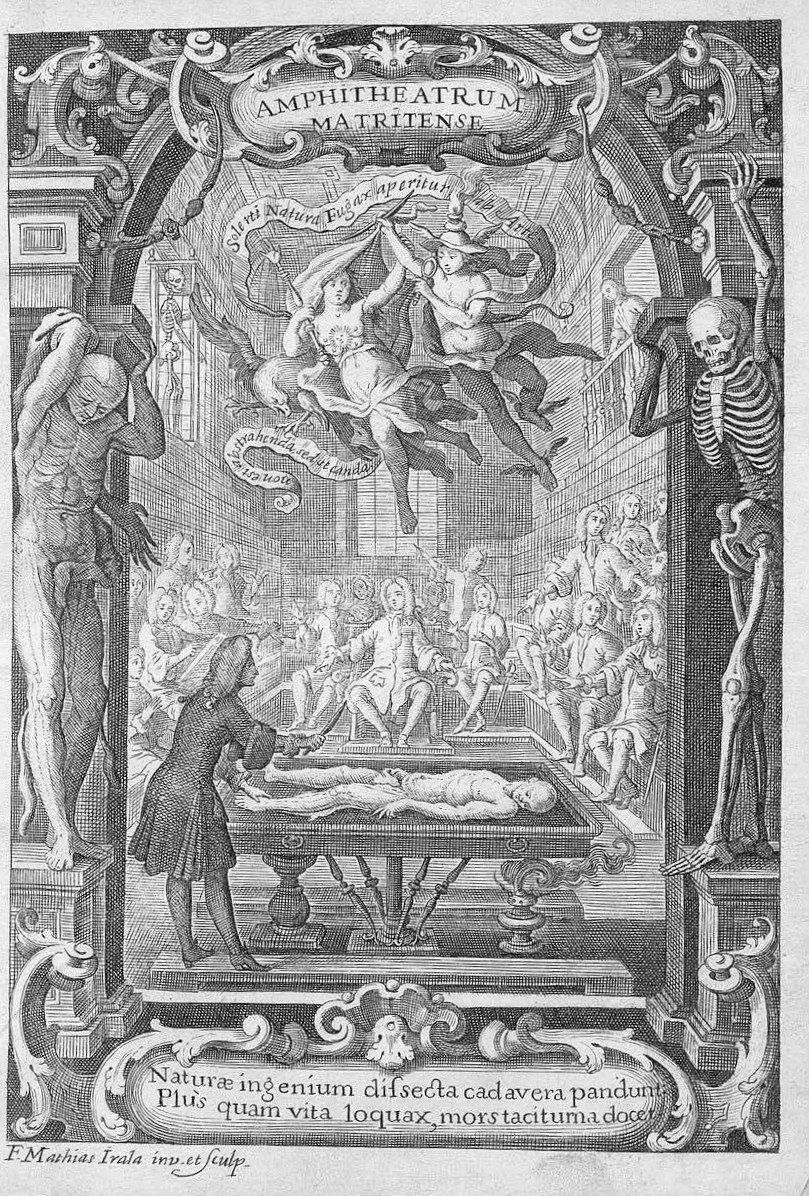
Amphiteatrum matritense. Representa el anfiteatro anatómico del Hospital General de Madrid. Portada de la Anatomía completa del hombre de Martín Martínez, 1728.

Novatores es una denominación, inicialmente peyorativa (utilizada por sus adversarios, que les reprochaban su deseo de innovar o renovar -el primer uso del término parece ser de Fray Francisco Palanco, de la Orden de los Mínimos: Dialogus physico-theologicus contra philosophiae novatores, 1714-), y posteriormente considerada elogiosa, que se aplica a un grupo minoritario de pensadores y científicos españoles de finales del siglo XVII y comienzos del siglo XVIII; el periodo que en la historia intelectual de Europa corresponde a la crisis de la conciencia europea que coincide con la revolución científica y precede a la Ilustración, y que en España también se denomina como preilustración española.

## Los novatores en el contexto europeo
Entre 1680 y 1720 se produjo lo que el historiador francés Paul Hazard llamó en 1935 La crisis de la conciencia europea, un período decisivo de su historia cultural ya que durante el mismo se pusieron en cuestión los fundamentos del saber hasta entonces admitido gracias a los trabajos de John Locke, Richard Simon, Leibniz, Pierre Bayle, Isaac Newton, etc. En esta época culminó la revolución científica del siglo XVII; los bolandistas y los maurinos pusieron las bases de la historia crítica; el iusnaturalismo y el contractualismo se convirtieron en los nuevos fundamentos de la filosofía política; se difundieron el jansenismo y el deísmo provocando una crisis religiosa, etc.
Según Antonio Mestre y Pablo Pérez García, estos autores que conmovieron "los cimientos de la tradición europea" compartían tres características básicas: "En primer lugar, su apuesta por una explicación racional de la realidad como requisito indispensable para desentrañarla y transformarla. En segundo término, su hastío ante la tradición, la pereza y el inmovilismo intelectual, académico y científico. Y por último, su prudencia o, si se prefiere, su convencimiento de que el camino por el que debería avanzar el progreso de las letras, las artes y las ciencias no era la senda de la revolución".
No hace mucho tiempo se pensaba que el gran cambio cultural descrito por Hazard no habría llegado a España y que cuando lo hizo fue de la mano de los Borbones. Esta exaltación de los méritos de la nueva dinastía fue obra de los propagandistas de la misma y se produjo especialmente durante el reinado de Carlos III. Entre ellos destacó Juan Sempere y Guarinos con su Ensayo de una Biblioteca Española de los Mejores Escritores del Reynado de Carlos III publicado en 1785. Incluso Jovellanos en su Elogio de Carlos III alabó la actitud renovadora de Felipe V.
Pero las investigaciones históricas de las últimas décadas han demostrado que se trata de una visión falsa y propagandística, aunque siga habiendo historiadores que como Pedro Voltes continúen afirmando que el origen de la Ilustración española se encuentra en la llegada de la dinastía borbónica. Hoy sabemos que las nuevas corrientes culturales europeas ya eran conocidas en las dos últimas décadas del siglo XVII por los novatores, por lo tanto, antes de la llegada de dicha dinastía.

## Historia
La obra que marca el nacimiento del movimiento novator propiamente dicho fue El Hombre Práctico o Discursos sobre su Conocimiento y Enseñanza, de Francisco Gutiérrez de los Ríos, tercer conde de Fernán Núñez , un libro publicado en 1680. Como ha señalado François López, citado por Mestre y Pérez García, "no faltan en él ni la condena sin ambages del escolasticismo, ni la esperada mención de Descartes, ni los elogios prodigados a los que, rechazando la filosofía  aristotélica, consintiendo más en palabras y distinciones quiméricas que en cosas physicas y reales, se dedican al verdadero conocimiento de la naturaleza y cuanto la compone, atendiéndose a los criterios del más docto científico de Europa, como yo juzgo serlo el admirable Gassendo".

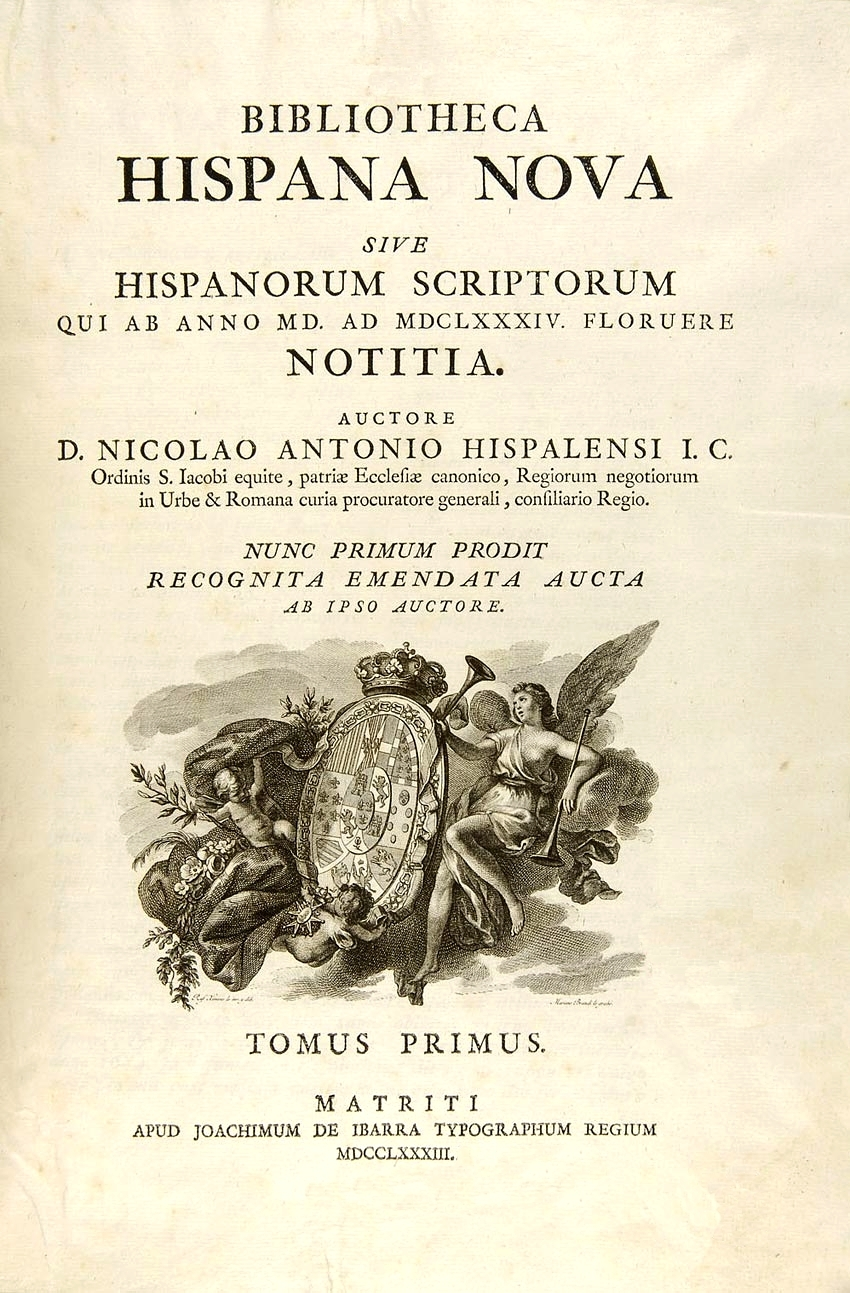
Portada de la edición de 1783 de Joaquín Ibarra de Bibliotheca hispana nova, obra de Nicolás Antonio.

Esta obra abrió el camino a la recepción de los avances en la historia crítica, en lo que fueron pioneros Nicolás Antonio y Gaspar Ibáñez de Segovia, marqués de Mondéjar, que fueron los que establecieron los primeros contactos con los bolandistas. El marqués de Mondéjar, aconsejado por Daniel Papebroch con quien mantuvo una relación epistolar, comenzó la redacción y publicación de las Disertaciones Eclesiásticas en las que criticaba los falsos cronicones —aunque la edición completa de las mismas no se produjo hasta 1747 gracias a Gregorio Mayans—. El contacto directo con el otro grupo de renovadores de la historia crítica, los maurinos, se produjo por medio de los benedictinos de la Congregación de Valladolid que visitaban a menudo el monasterio parisino de Saint Germain-des-Prés y mantuvieron correspondencia regular con ellos. En este campo también destacaron el cardenal José Sáenz de Aguirre, que publicó entre 1693 y 1694 la Collectio Maxima Concilliorum Hispaniae, y Juan Lucas Cortés, pero el principal exponente de la misma fue Manuel Martí, conocido como el deán de Alicante, que residió en Roma y trabajó como bibliotecario del cardenal Sáenz de Aguirre. A su vuelta a España Martí se convertirá en el enlace en el campo del humanismo y de la crítica histórica entre los novatores y la primera generación de ilustrados, representada por el valenciano Gregorio Mayans.
En cuanto a la recepción en España de los avances de la revolución científica del siglo XVII los historiadores destacan la obra pionera Carta Filosófico, Médico-Chymica de Juan de Cabriada, publicada en Madrid en 1687 aunque Cabriada había nacido en Valencia, en la que apareció el primer manifiesto del nuevo espíritu innovador y una crítica del método escolástico con la exigencia de la experimentación, por lo que suscitó muchas críticas a favor y en contra:

Es regla asentada y máxima cierta en medicina, que ninguna cosa se ha de admitir por verdad en ella, ni en el conocimiento de las cosas naturales, sino es aquello que ha demostrado ser cierto la experiencia, mediante los sentidos exteriores. Asimismo es cierto, que el médico ha de ser instruido en tres géneros de observaciones y experimentos, como son: anatómicos, prácticos y químicos

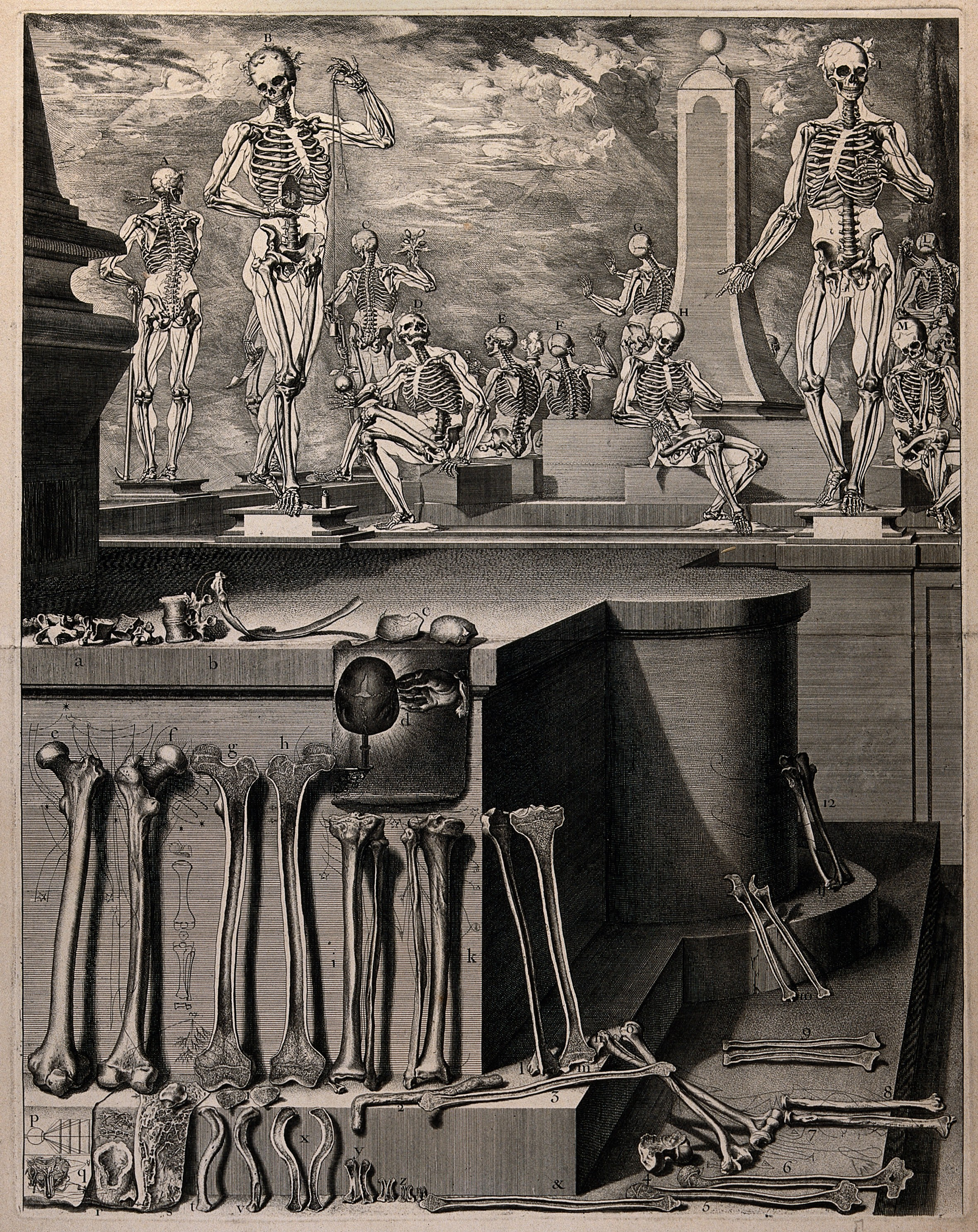
Grabado del Atlas Anatómico de Crisóstomo Martínez. Biblioteca Nacional de España.

En ese mismo año de 1687 Crisóstomo Martínez, subvencionado por la municipalidad valenciana, viajó a París para que finalizara su Atlas Anatómico, reconocido como uno de los primeros tratados europeos de microscopía anatómico-ósea. Diez años después, tras varios intentos de crear una academia que defendiese la nueva ciencia, se fundó en casa del doctor Peralta la que en 1700 se llamaría Regia Sociedad de Medicina y otras Ciencias gracias a un privilegio otorgado por el rey Carlos II. Sin embargo, en el campo de la ciencia moderna los novatores también tenían sus límites. Conocían las aportaciones de Descartes, Gassendi, Galileo, Boyle o Harvey, pero desconocían la obra de Newton; y siempre defendieron el heliocentrismo como una "hipótesis" no como una teoría científica por temor a la represión de la Inquisición.
La llegada de la nueva dinastía borbónica no aportó ningún cambio importante en el terreno científico, excepto la mayor centralización que supuso la creación de la Real Biblioteca y la Real Academia Española. Con los Borbones tampoco cesaron los ataques contra los novatores, como el del teólogo tomista padre Francisco Polanco que publicó un libro con un apéndice con el significativo título de Dialogus Physico-Theologicus contra Philospohiae Novatores, sive Tomista contra Atomistas. Aunque los novatores le respondieron, especialmente el Padre Tosca en un pasaje de su Compendium Philosophicum de 1721, publicado años después del Compendio Matemático (1709-1715).
Los novatores se caracterizaron por un interés preilustrado por las novedades científicas en oposición al escolasticismo tomista y neoaristotélico, mediante el empleo del empirismo y el racionalismo. Buscaban tanto el rigor metodológico como la claridad expositiva. Prefirieron usar las lenguas modernas antes que las clásicas para publicar sus obras.
La denominación "preilustrado" se utiliza también para otro tipo de personajes, especialmente los comerciantes que, en un contexto mercantilista y precapitalista, consiguieron un notabilísimo ascenso social durante los reinados de Carlos II y Felipe V, llegando al primer plano de la escena política y social, como Juan de Goyeneche o Juan de Dios y Río González, marqués de Campoflorido.
Continuadores de la abundante literatura de denuncia de la decadencia española (especialmente la de los arbitristas), los novatores eran conscientes del atraso científico de España y la marginalidad del ambiente intelectual español respecto a las grandes corrientes de pensamiento europeo, temas en los que se centran. Encontraban una causa principal en el anquilosamiento de la universidad española en el escolasticismo, que actuaba como una rémora. Sacaron el debate de sus ideas renovadoras fuera de las aulas universitarias, a tertulias y academias más ágiles en su funcionamiento.
Entre las múltiples polémicas que se desataron entre los novatores y sus detractores (aristotélicos o escolásticos), uno de los puntos de discrepancia era el atomismo de los primeros, del que se derivaban problemas teológicos, que se procuraron eludir a través del probabilismo, una derivación del laxismo o casuismo jesuítico.
Las posiciones de los novatores no pueden identificarse con un cuerpo doctrinal coherente y unitario, y son muy diferentes entre sí. Se ha propuesto diferenciar entre los novatores escépticos, más radicales, y los eclécticos, más transigentes con el entorno intelectual dominante; pero tal diferenciación también resulta problemática.
Sus demandas de renovación intelectual no tuvieron repercusión en su época, pero sí posteriormente, en el contexto de la ciencia en la Ilustración española de la segunda mitad del siglo XVIII. La suerte que corrieron fue muy desigual, siendo algunos de ellos proscritos y alcanzando otros éxito social e institucional.

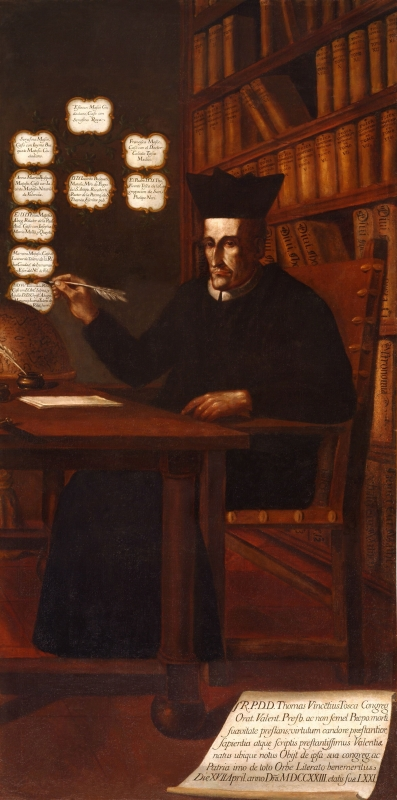
Tomás Vicente Tosca zelosísimo restaurador de los buenos estudios.
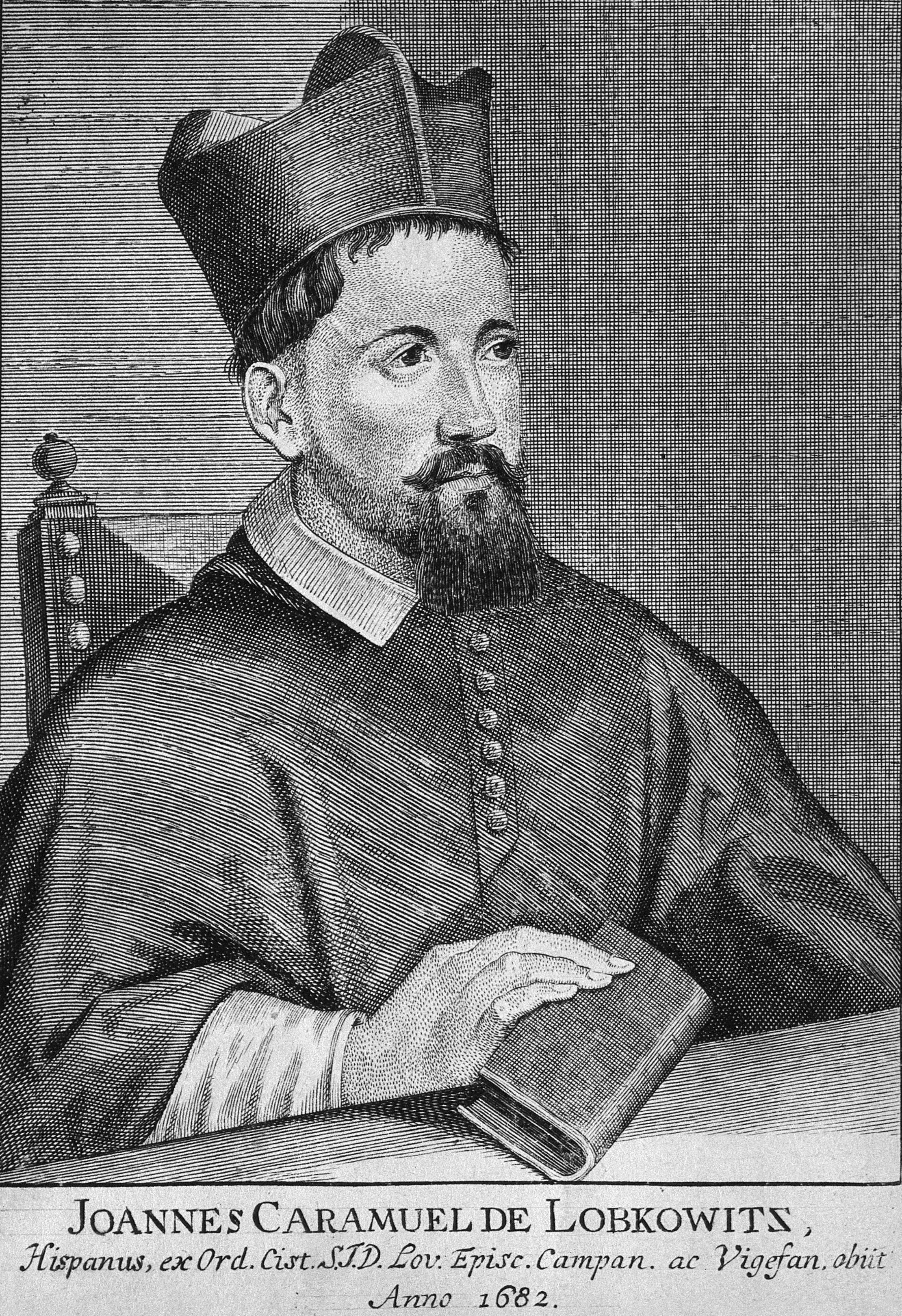
Juan Caramuel.
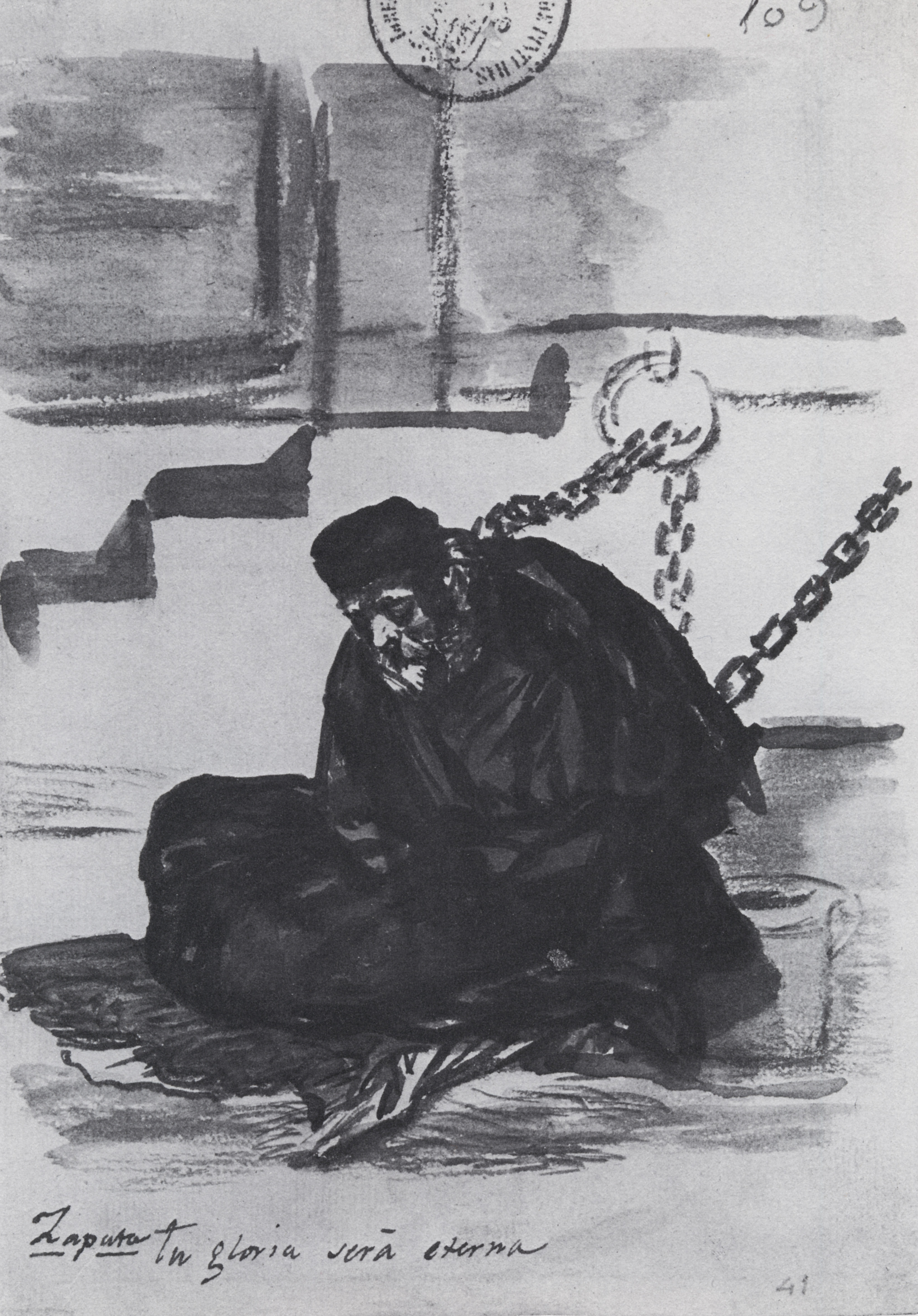
Diego Mateo Zapata, aherrojado en una cárcel de la Inquisición, en un grabado de Goya (Zapata, tu gloria será eterna).

### Las generaciones denovatores
Dada la extensión en el tiempo del movimiento, se habla de varias generaciones de novatores, una primera a la que pertenecen Antonio Hugo de Omerique, Juan Bautista Juanini o Diego Mateo Zapata (nacidos en 1634, 1636 y 1644, respectivamente); una segunda a la que pertenecen Juan Bautista Corachán, Gabriel Álvarez de Toledo, Manuel Martí o Juan de Cabriada (nacidos en 1661, 1662, 1663 y 1665); y una última, la de sus herederos en la primera Ilustración, a la que pertenecen Gregorio Mayans y Siscar, Jorge Juan y Antonio de Ulloa (nacidos en 1699, 1713 y 1716). La clasificación no se usa extensamente, entre otras cosas por la dificultad de etiquetar a novatores que, por edad, serían de una generación aún anterior, como Juan Caramuel o José Zaragoza (nacidos en 1606 y 1627); o intermedia entre la primera y la segunda, como Tomás Vicente Tosca (nacido en 1651). Por otro lado, el representante más destacado de la primera Ilustración en España, Benito Jerónimo Feijoo (nacido en 1676), por edad es más cercano a los novatores de la segunda generación que a los primeros ilustrados.
Hubo núcleos novatores en distintas ciudades, aunque destacó especialmente el de Valencia.

### Núcleo valenciano
Algunos nobles actuaron como mecenas de bibliotecas, academias y tertulias, que no eran nuevas, pero hasta entonces habían sido de carácter literario y artístico. El paso a temas científicos fue uno de los signos más claros de la incipiente mentalidad que conduciría a la Ilustración. Precedido por las tertulias del conde de la Alcudia y del Marqués de Villatorcas (José de Castellví), a la que asistían Tomás Vicente Tosca, Juan Bautista Corachán y Manuel Martí (el deán Martí), el núcleo de los novatores valencianos se considera fundado en el año 1686 con una reunión en casa de Baltasar Íñigo, a la que acudieron Corachán y Tosca. La idea inicial es crear una especie de academia matemática. El movimiento tuvo como primera labor la renovación de las ideas y las prácticas científicas existentes. Entre sus precedentes estuvieron los trabajos del matemático y astrónomo José Zaragoza, de Isaac Cardoso y de Juan Caramuel y del médico valenciano Juan de Cabriada.

Que es lastimosa y aun vergonzosa cosa que, como si fuéramos indios, hayamos de ser los últimos en recibir las noticias y luces públicas que ya están esparcidas por Europa. Y asimismo, que hombres a quienes tocaba saber esto se ofendan con la advertencia y se enconen con el desengaño. ¡Oh, y qué cierto es que el intentar apartar el dictamen de una opinión anticuada es de lo más difícil que se pretende en los hombres!
Juan de CabriadaCarta filosófico-médico-chymica, 1687.

El ambiente intelectual valenciano continuó caracterizándose por un incremento progresivo en la exigencia crítica, enlazando a los novatores con los primeros ilustrados valencianos, especialmente Gregorio Mayans; y diferenciándoles de otros, concretamente de Feijoo, del que explícitamente se distancian.

### Núcleo zaragozano
Se había producido un movimiento similar en Zaragoza entre un grupo de médicos, iniciado en 1677 por Juan Bautista Juanini y José Lucas Casalete. En el anfiteatro anatómico de la Universidad de Zaragoza se realizaron distintas demostraciones de la circulación de la sangre. En 1686 se presentó la primera topografía médica moderna, obra de Nicolás Francisco San Juan y Domingo, que representaba una tendencia moderada frente a novatores más extremos, como Francisco de Elcarte.

### Núcleo sevillano
Un grupo de médicos sevillanos, muy influidos por Juan de Cabriada, fundaron en 1697 la Regia Sociedad Hispalense de Medicina y otras Ciencias; entre otras instituciones académicas, muy numerosas en Sevilla, poco antes se había creado la Veneranda Tertulia Médica Hispalense (Juan Muñoz y Peralta, 1693).
La figura más destacada del núcleo de novatores sevillanos fue el murciano Diego Mateo Zapata (Verdadera Apología, 1690) que defendía la medicina racional y filosófica. Terminó procesado por la Inquisición, que también prohibió su obra Ocaso de las formas aristotélicas (1745, editada póstumamente y traducida a varias lenguas).

### Núcleo gaditano
El más importante de los novatores gaditanos fue Antonio Hugo de Omerique, que escribió tratados de aritmética y trigonometría. Especialmente importante fue Analysis geometrica (1698), que fue citado elogiosamente por Isaac Newton.
Ya en el siglo XVIII, un grupo destacado de novatores se encontraron entre los marinos de la Escuela de Guardiamarinas de Cádiz (1717), que destacaron por su notable formación científica, como Jorge Juan y Antonio de Ulloa, que conformaron el núcleo de la primera ilustración gaditana (Asamblea Amistosa Literaria, 1755) y destacaron en la expedición hispano-francesa para la medida del meridiano terrestre (1734), además de otras contribuciones científicas (cálculo infinitesimal). Otra institución importante fue el Colegio de Cirugía de Cádiz (1748), del que salió José Celestino Mutis.

### Núcleo madrileño
Juan Bautista Juanini se propuso el análisis yatroquímico del aire de Madrid con el fin de prevenir sus enfermedades, en la que se considera la primera obra médica plenamente moderna que se publicó en España (Discurso político y phísico, 1679).

Nuestro método será del todo diferente del que han usado hasta ahora así los antiguos como los modernos,
porque nos apartaremos de toda suerte de argumentos escolásticos,... sin usar de tantos argumentos, ni entrar en tantas controversias, sólo atender a la verdad, y que lo que se dice o se ventila sea de un modo... que todos lo puedan entender; y en las dificultades que se pueden ofrecer, valerse de las demostraciones y experiencias mecánicas, con las cuales se reducirá a evidencia todo lo que se trata, por dificultosa que sea la materia

Las tertulias madrileñas eran especialmente dinámicas (la del Conde de Salvatierra, la del Duque de Montellano, la del Conde de Villablina, la del Marqués de Villena -Juan Manuel Fernández Pacheco, primer director de la Real Academia Española, 1713-, la del conde de Montehermoso, la del Marqués de Mondéjar -Gaspar Ibáñez de Segovia, cuya notable biblioteca pasó a engrosar los fondos de la Biblioteca Real-, la de Florencio Keli -cirujano de Carlos II- y la de Gabriel Álvarez de Toledo -primer bibliotecario real-). Personajes asiduos a ellas, eran Diego Mateo Zapata o Nicolás Antonio (Bibliotheca Hispana Vetus, 1696, y Bibliotheca Hispana Nova, 1672). Gabriel Álvarez de Toledo, poeta, historiador y teólogo, fue uno de los fundadores de la Real Academia. Su Historia de la Iglesia y del mundo, desde su creación al diluvio (1713) hacía una interpretación del Génesis desde la teoría atomista, lo que suscitó la respuesta polémica de fray Francisco Polanco que bautizó como novatores a los partidarios de la modernización científica de España.

### Núcleo hispanoamericano
Con los precedentes en el siglo XVII de Carlos Sigüenza y Góngora y sor Juana Inés de la Cruz, las ideas de los novatores de la preilustración llegan a Hispanoamérica bastante tarde, y casi siempre a través de jesuitas. Juan Magnin (1701-1753) escribe en Quito en 1744 su Milliet en armonía con Descartes o Descartes reformado. En México destaca Juan Benito Díaz de Gamarra y Dávalos (1745-1783), que publica sus Elementa Recientioris Philosophiae / Elementos de Filosofía Moderna, México, 1774 y Errores del Entendimiento Humano, Puebla, 1781. También en Nueva España escriben Francisco Javier Alegre (1729-1788) y Francisco Javier Clavigero (1731-1787). El gaditano José Celestino Mutis llega a Cartagena de Indias en 1760. En Cuba destaca José Agustín Caballero (1762-1835).

## Los continuadores de la obra de losnovatores: la primera Ilustración
- Jerónimo de Uztáriz (1670-1732), economista (Teoría y práctica de comercio y de marina, 1724).
- Benito Jerónimo Feijoo (1676-1764), benedictino, fue catedrático de teología en la Universidad de Oviedo desde 1709. En gran parte a través de una vasta obra epistolar, realizó una función aglutinadora de los distintos núcleos intelectuales en España, y más que como novator se suele denominar como el precursor más inmediato de la ilustración (Teatro crítico universal, 1726-1739 y Cartas eruditas y curiosas, 1742-1760). Su influencia local en Asturias produjo el núcleo ilustrado asturiano de la segunda mitad del siglo, del que saldrá Jovellanos.
- Esteban Pérez de Pareja (ca. 1676 - ca. 1740), fraile franciscano historiógrafo de Alcaraz.
- Luis de Losada (1681-1748), que mantuvo una posición moderada entre novatores y escolásticos (Cursus Philosophicus, 1724-35), frente a la más antiaristotélica de Alejandro de Avendaño (Diálogos filosóficos en defensa del atomismo, 1716).
- Martín Martínez (1684-1734), médico madrileño (Anatomía completa del hombre, 1728).
- Andrés Piquer (1711-1772), médico aragonés, formó parte del grupo pre-ilustrado valenciano de Mayáns y fue médico de Fernando VI. Se interesó por muy distintas ciencias (Física moderna, racional y experimental, 1745, Lógica Moderna, 1747, Institutiones medicae ad usum Scholae Valentinae, 1762).
- Mateo Aymerich (1715-1799), jesuita y profesor universitario, realizó lo que ha sido identificado como el primer ensayo filosófico en España: Prolusiones Philosophicae (1756).

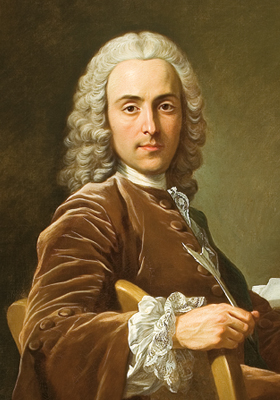
Gregorio Mayans.
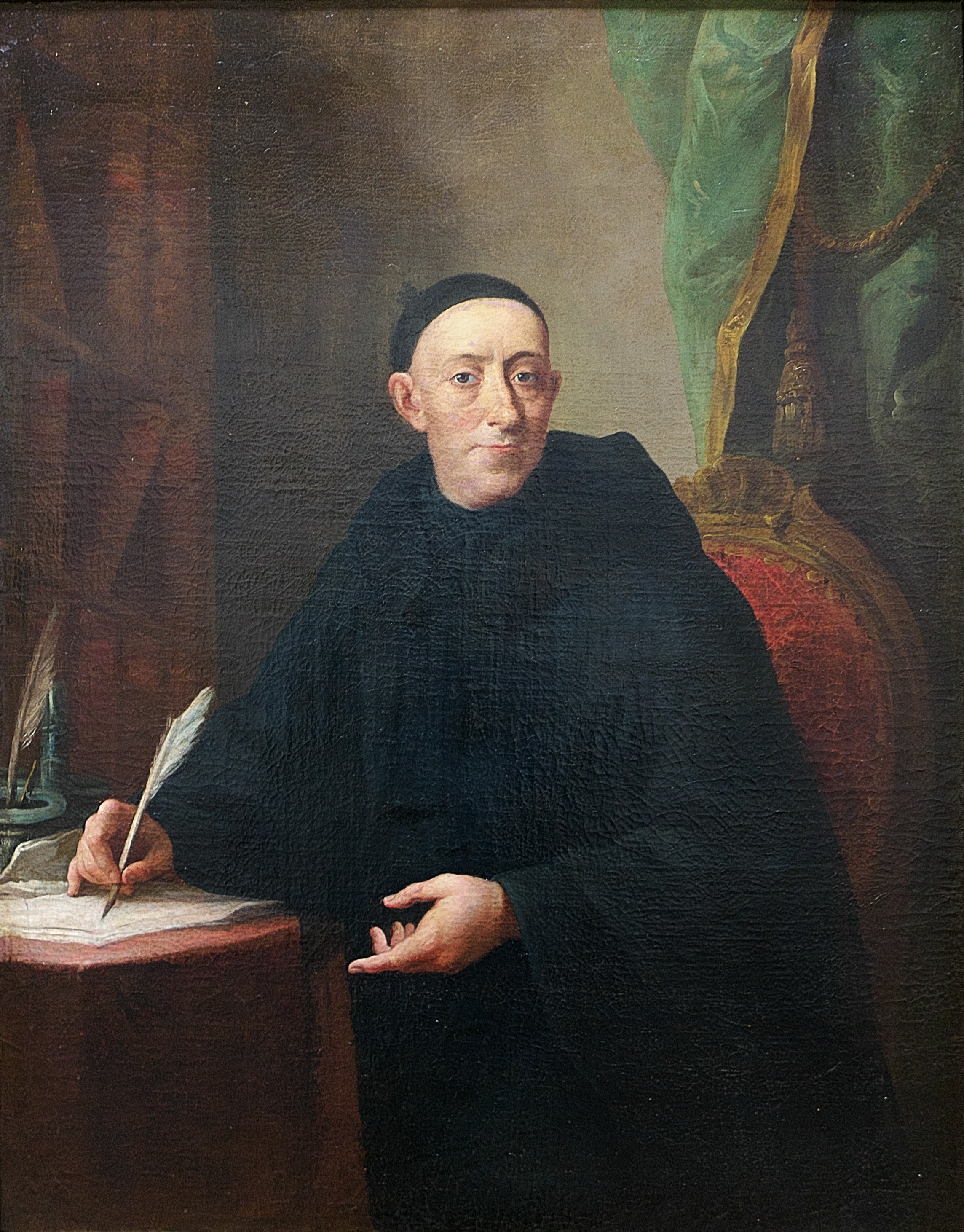
Benito Jerónimo Feijoo.
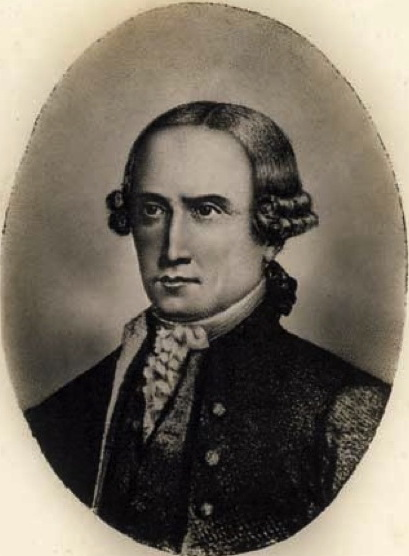
Andrés Piquer.